# Estação Ferroviária de Silves
A Estação Ferroviária de Silves é uma interface da Linha do Algarve que serve a cidade de Silves, no Distrito de Faro, em Portugal.

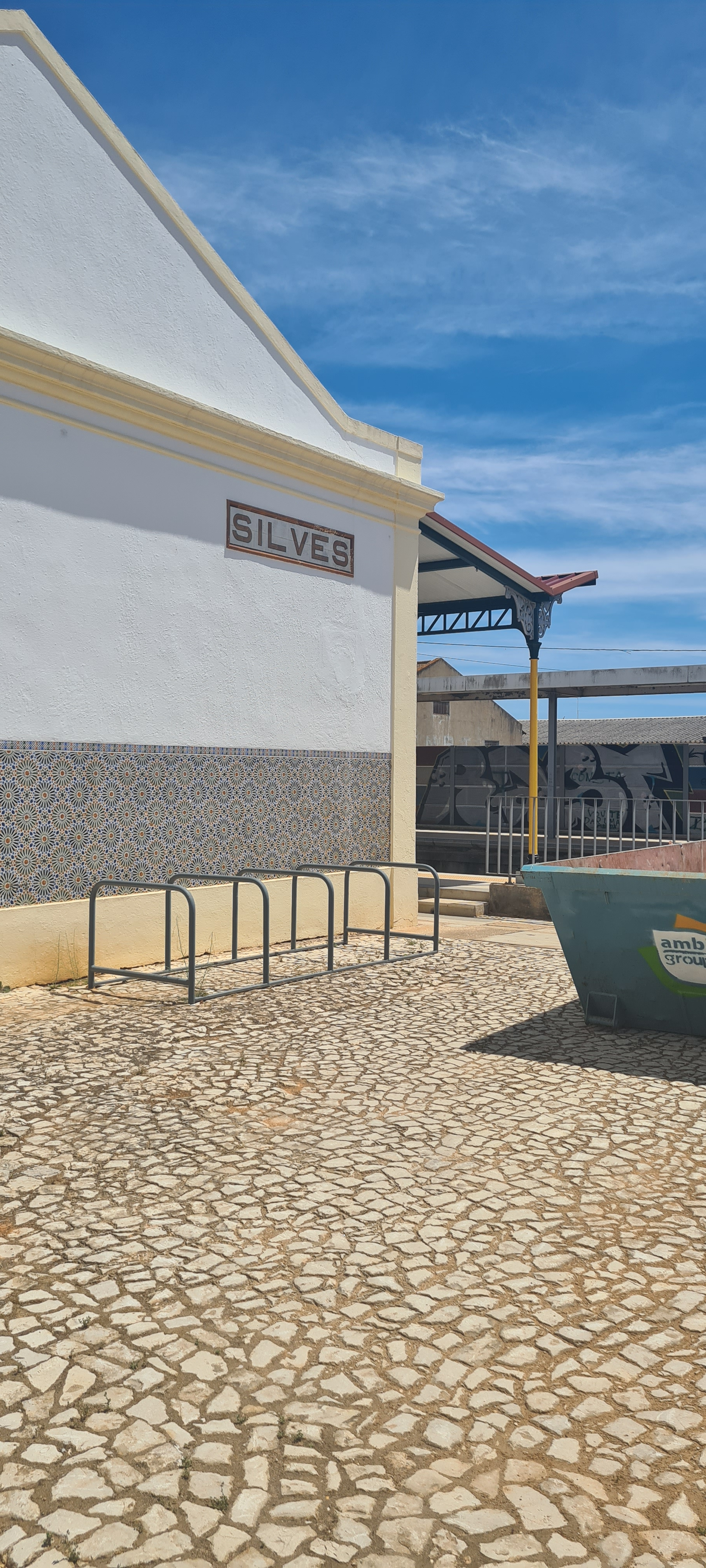
Aspeto da gare, em 2023.

## Descrição

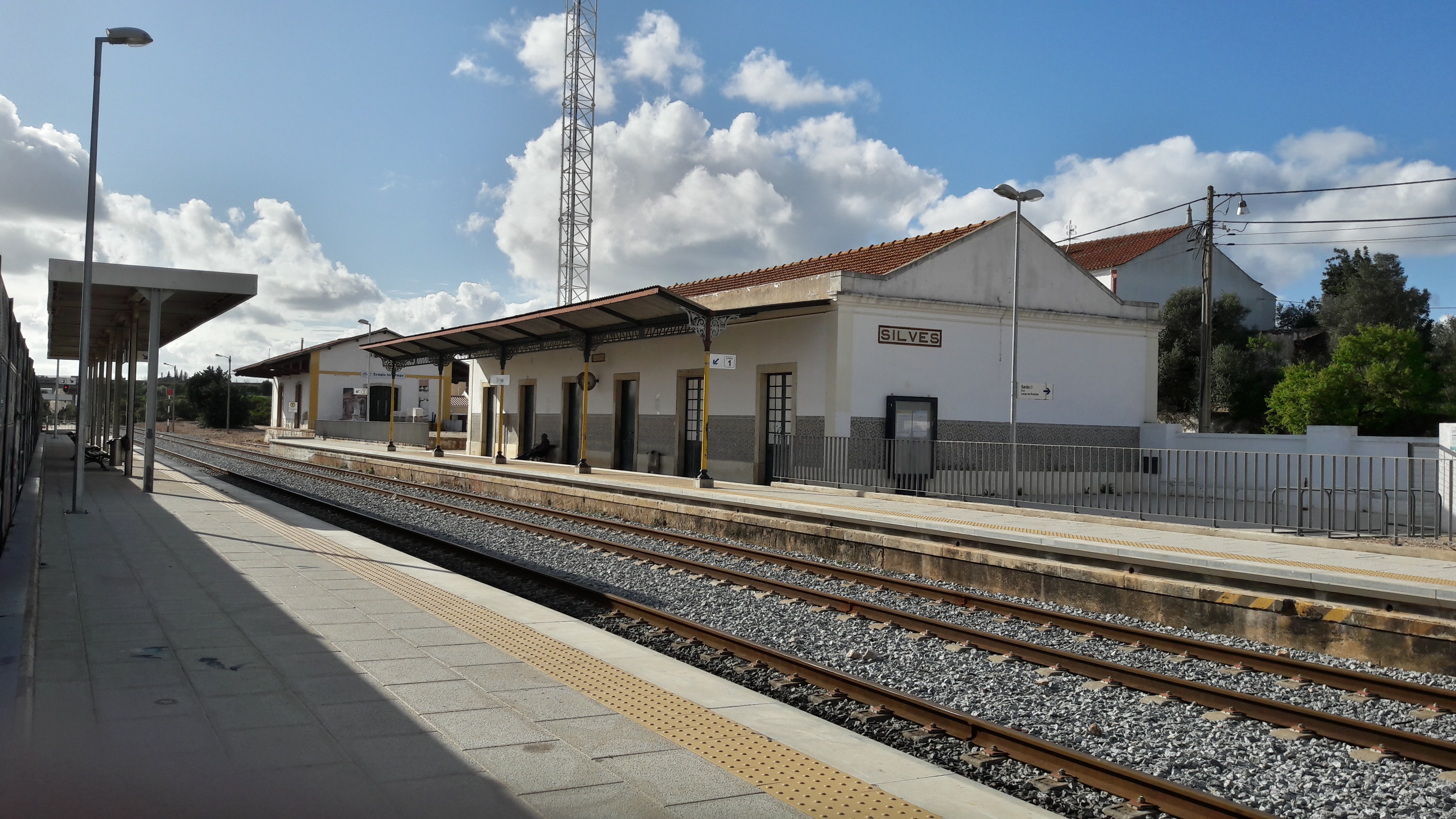
Vista da estação de Silves, em 2008.

### Localização e acessos
A Estação Ferroviária de Silves situa-se no arrabalde de Silves-Gare e dista 2,1 km (desnível acumulado de +52−61 m) do centro da localidade epónima (Largo J. Osório).

### Infraestrutura
Esta interface apresenta apenas duas vias de circulação (I e II), ambas com 203 m de extensão e cada uma acessível por plataforma de 110 m de comprimento e 685 mm de altura. O edifício de passageiros situa-se do lado norte da via (lado esquerdo do sentido ascendente, a Vila Real de Santo António).

### Serviços
Em dados de 2023, esta interface é servida por comboios de passageiros da C.P. de tipo regional tipicamente com nove circulações diárias em cada sentido entre Lagos e Faro.

## História

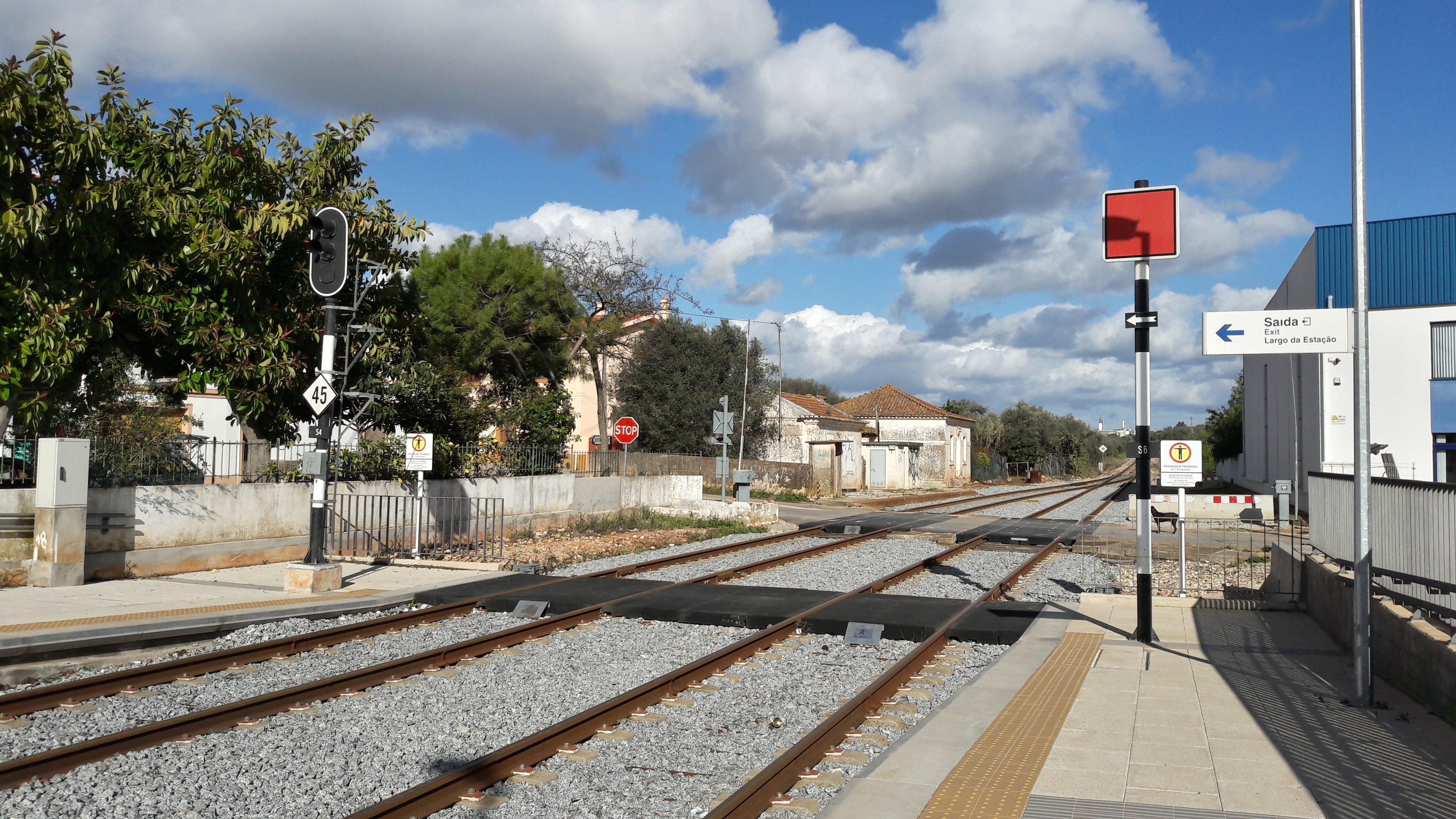
Passagem de nível na estação de Silves, em 2018.

### Planeamento, construção e inauguração
Em Novembro de 1897, o Conselho Superior de Obras Públicas e Minas já tinha aprovado o projecto até à estação provisória de Portimão do troço entre Tunes e Lagos, então denominado de Ramal de Portimão. Este projecto incluía a construção de uma gare ferroviária servindo Silves, que se iria situar a cerca de 1 km da cidade, e junto à estrada de Silves a Lagoa. O motivo pelo qual esta gare ficou tão longe da cidade prendeu-se com razões geográficas, uma vez que um traçado pela margem direita do Rio Arade permitiria uma localização mais cómoda para a estação, mas ficaria demasiado longe do importante concelho de Lagoa, e devido ao acidentado relevo naquela zona, forçaria à construção de vários túneis, e de pontes sobre o Rio Arade e as Ribeiras de Boina e Odelouca. Por outro lado, o traçado que foi escolhido também facilitaria a construção de um ramal ferroviário para o Porto de Abrigo da Ponta do Altar, que estava então a ser planeado.
O troço entre esta estação e Poço Barreto entrou ao serviço em 1 de Fevereiro de 1902, pela operadora Caminhos de Ferro do Estado, não tendo sido feitos quaisquer festejos por ordem da direcção. No período em que foi inaugurada, esta estação já estava totalmente construída. Em Junho de 1902, estava programada a criação de comboios entre esta estação e Faro, além daquele que já existia de manhã, prevendo-se que os novos comboios iriam entroncar na estação de Tunes com o Misto de Beja para Faro.

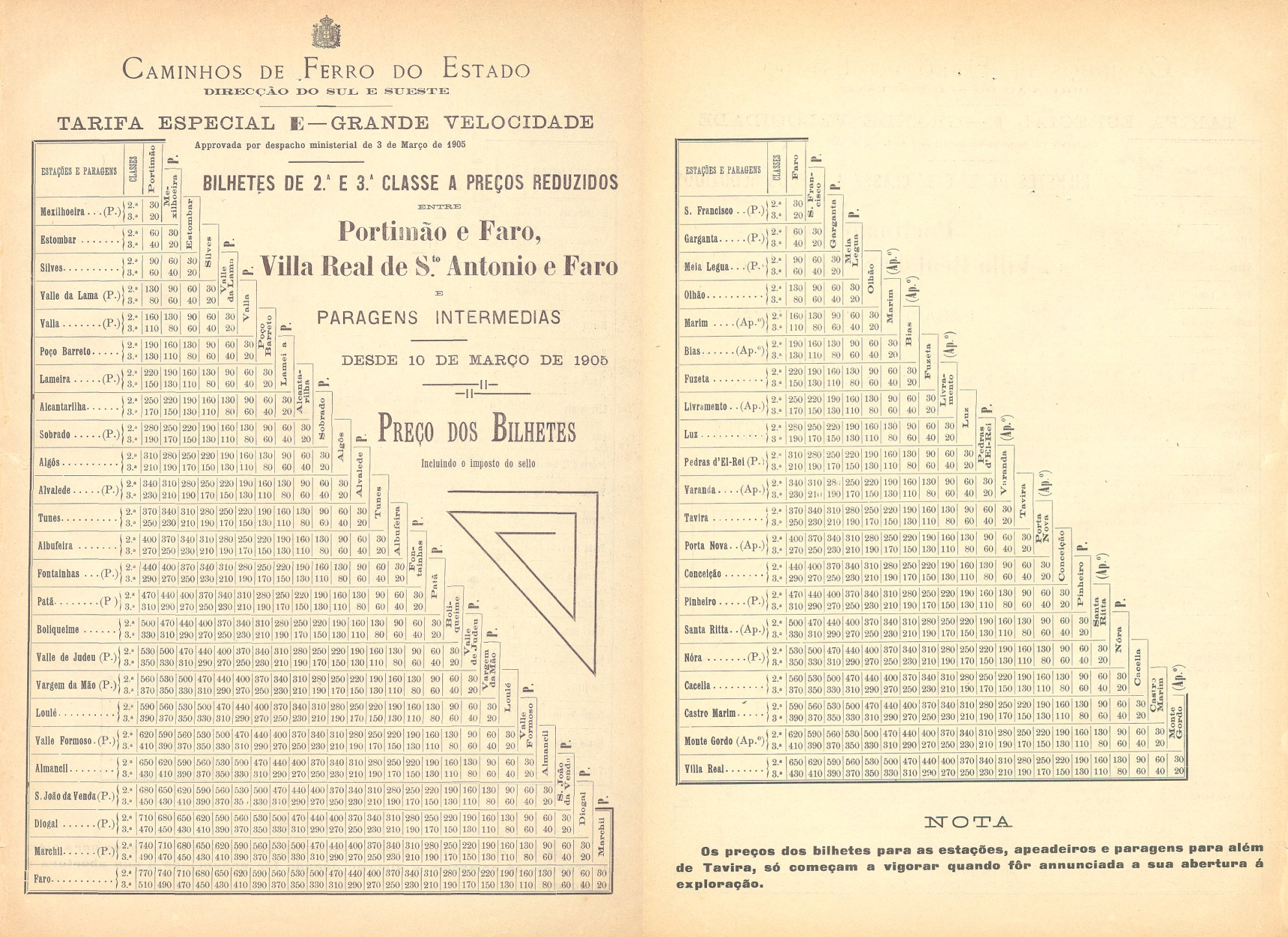
Tabela de 1905 com os descontos de Portimão a Vila Real de Santo António, onde se faz referência a esta estação.

### Continuação até Portimão
Em Dezembro de 1902, previa-se que o troço seguinte, até Portimão, iria ser em breve inspeccionado e depois aberto ao serviço. Com efeito, foi inaugurado em 15 de Fevereiro de 1903, pelo que esta estação perdeu o seu estatuto como gare terminal, prevendo-se que seria, então, requalificada para estação de segunda classe. Esta medida provocou vários protestos por parte da população.
Após a abertura à exploração, a zona da estação passou a ser um dos principais pólos de atracção urbanos fora da localidade de Silves, tendo sido construídas várias habitações junto à estação para os funcionários dos caminhos de ferro. Este aglomerado populacional, denominado Bairro da Estação, foi dotada de boas ligações por estrada com a cidade de Silves. A gare da estação foi várias vezes utilizada para bailes populares, o que contribuiu para aumentar a animação naquela zona. Em 1913, a estação era servida por carreiras de diligências até Silves e Lagoa. Em 1933, a Companhia dos Caminhos de Ferro Portugueses realizou obras de reparação e de melhoramentos nesta estação, e no ano seguinte fez obras de restauro em toda a estação.

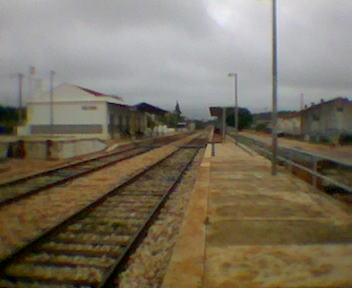
Vista da estação, em 2006.

Um diploma da Direcção Geral de Caminhos de Ferro, publicado no Diário do Governo n.º 286, II Série, de 8 de Dezembro de 1937, ordenou que o condutor de via e obras Caetano Alberto da Cruz Jorge Ribeiro outorgasse na escritura de uma parcela de terreno junto à estação, com a Federação Nacional dos Produtores de Trigo. Após a Segunda Guerra Mundial, a Empresa de Viação do Algarve estabeleceu uma carreira de autocarros entre a estação e a cidade de Silves (equivalente a parte da atual 113).

### Ligação projectada a Monchique
Em finais de 1892, foi pedida a concessão para uma linha férrea ligando esta estação a Monchique.

### Século XXI
Em 2004, esta estação possuía a tipologia D da Rede Ferroviária Nacional, que manteve até 2021, tendo já tipologia C em 2022.

Em 2009, esta estação apresentava duas linhas, ambas com 198 m de extensão, e duas plataformas, a primeira com 117 m de comprimento, e a segunda 91 m; ambas as plataformas tinham 40 cm de altura. Em 2011, ambas as duas linhas já tinham sido aumentadas até aos 205 m, tal como as plataformas, que passaram a apresentar, correspondentemente, 125 e 197 m de comprimento; não se verificaram modificações na altura das plataformas; estes valores mais tarde ampliados para os atuais.